# 베를린 신드롬
《베를린 신드롬》(영어: Berlin Syndrome)는 2017년에 개봉한 오스트레일리아의 스릴러 영화이다.

## 출연
- 테리사 파머 : 클레어 역
- 막스 리멜트 : 앤디 역
- 루시 아론 : 엘로디 역
- 마티아스 하비흐 : 에리히 역
- 에마 바딩 : 프란카 역
- 크리스토프 프랑켄 : 피터 역